# 1209 Pumma
Az 1209 Pumma (ideiglenes jelöléssel 1927 HA) a Naprendszer kisbolygóövében található aszteroida. Karl Wilhelm Reinmuth fedezte fel 1927. április 22-én, Heidelbergben.